# نژاد کمیاب

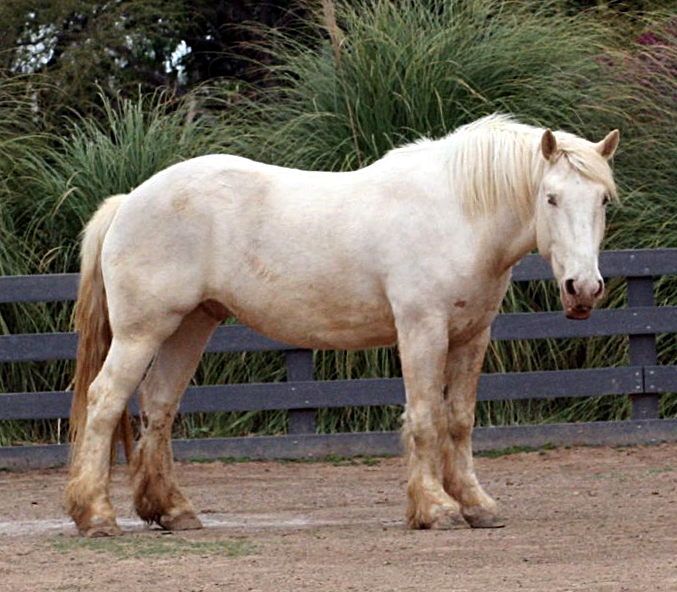
پیش‌کرمی آمریکایی توسط سازمان حفاظت دام آمریکا به عنوان درخطر بحرانی درج شده است.

در کشاورزی نوین، یک نژاد کمیاب (به انگلیسی: Rare breed) به نژادی از ماکیان یا دام گفته می‌شود که جمعیت پرورشی بسیار کمی دارد، معمولاً از چند صد تا چند هزار فرد است. به دلیل تعداد کم، نژادهای کمیاب ممکن است وضعیت حفاظتی درتهدید داشته باشند و ممکن است تحت قوانین منطقه‌ای محافظت شوند. بسیاری از کشورها سازمان‌هایی دارند که به حمایت و ترویج نژادهای کمیاب اختصاص یافته‌اند که هر کدام تعریف خاص خود را دارند. در گیاه‌شناسی و باغبانی، موازی با نژادهای جانوری کمیاب، گیاهان تره‌بار هستند که ارقام کمیاب هستند. 

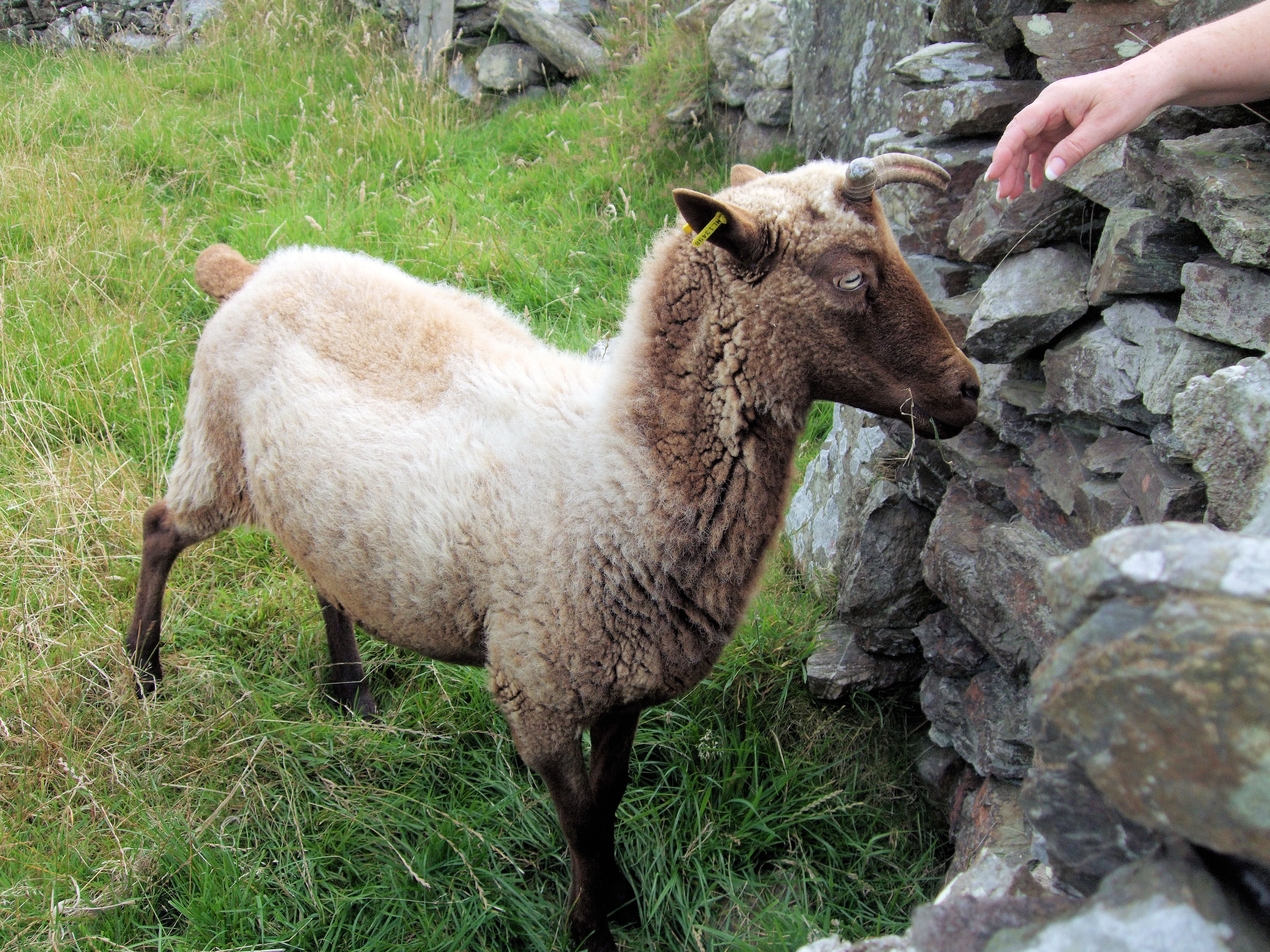
یک گوسفند نژاد کمیاب Manx Loaghtan در کرگنیش، جزیره من. کمتر از ۱۵۰۰ ماده مانکس لوگتان زادآور ثبت‌شده در بریتانیا وجود دارد.